# Parva Domus Magna Quies

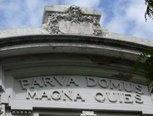
Fassadeninschrift

Das Parva Domus Magna Quies (wörtlich Kleines Haus, große Ruhe) ist ein Bauwerk in der uruguayischen Landeshauptstadt Montevideo.
Das  Gebäude, dessen Grundsteinlegung auf den 25. Juli 1915 datiert und dessen Eröffnung am 21. Januar 1917 erfolgte, befindet sich in Punta Carretas an der Grenze zum Barrio Parque Rodó am Bulevar Artigas 136, Ecke Parva Domus. Seitens der Stadtverwaltung wird das Bauwerk als Örtlichkeit von Interesse eingestuft. Angaben über den Architekten sind nicht vorhanden. Im Gebäude befinden sich eine Hauptempfangshalle und mehrere beispielsweise für Ausstellungen, Tagungen, Versammlungen oder Festivitäten genutzte Säle.
Das Gebäude beherbergt den Sitz der am 25. August 1878 begründeten República de la Parva Domus Magna Quies, eine Art Mikronation mit eigener Verfassung vom 21. August 1895, sowie eigener Flagge und Hymne. Diese Republik hält eine eigene, mittels geheimer und direkter Wahl bestimmte Regierung aus Präsident und Ministern vor. Dieses Regierungssystem gründet auf in einer am 27. Oktober 1917 verkündeten Verfassung.